# (30417) Staudt
(30417) Staudt es un asteroide perteneciente al cinturón de asteroides descubierto por Paul G. Comba el 1 de junio de 2000 desde el Observatorio de Prescott.

## Designación y nombre
Designado provisionalmente como 2000 LF, fue nombrado en honor a Karl Georg Christian von Staudt (1798-1867), profesor de la Universidad de Erlangen, quien dio el primer tratamiento completamente riguroso de la geometría proyectiva, sin hacer uso de distancias, perpendiculares y ángulos.

## Características orbitales
Staudt está situado a una distancia media de 2,659 ua, pudiendo alejarse un máximo de 3,202 ua y acercarse un máximo de 2,116 ua. Tiene una excentricidad de 0,204 y la inclinación orbital 3,607 grados. Emplea 1583,43 días en completar una órbita alrededor del Sol.
Pertenece a la familia de asteroides de (569) Misa.

## Características físicas
Staudt tiene una magnitud absoluta de 14,81. Tiene un diámetro de 9,898 km y su albedo geométrico es de 0,032.